# Вальман, Маргарет
Маргарет Вальман (нем. Margarete Wallmann, Margarethe Wallmann, Margarita Wallma), она же Маргарита Вальман, Маргарет Вальман (22 июня или июля 1901 или 1904 — 2 мая 1992) — австрийская и немецкая балерина, хореограф, сценограф и театральный режиссёр

.

## Жизнь и карьера
Вероятно, родом из Берлина, получила классическое танцевальное образование у Евгении Эдуардовой в Берлине, а затем у Генриха Креллера и Анны Орнелли в Мюнхене и у Ольги Преображенской. С 1923 года она посещала балетную школу Мэри Вигман в Дрездене и некоторое время гастролировала с труппой Вигман, в состав которой входили такие будущие звезды балета, как Ханья Хольм и Грета Палукка. В 1928 году она отправилась в Нью-Йорк и читала там лекции о танце модерн Вигман. В 1928 её пригласили преподавать методику Вигман в США в школу Денишоун. В 1929 году она возглавила школу Вигман в Берлине.
В 1930 году она основала свою собственную труппу «Группу Вальман», где выступала как солистка вместе с Тедом Шоуном. К 1931 году труппа состояла из 37 человек. Их первой постановкой была «Орфея Диониса», Феликса Эммеля, с Вальман в роли Эвридики и Тедом Шоуном в роли Орфея. Шоун пригласил её преподавать в его школе Денишоне в Лос-Анджелесе. В 1931 году труппа поставила спектакль Эммеля «Страшный суд» для Зальцбургского фестиваля. Она снова выступила там в следующем году. Однако несчастный случай положил конец её артистической карьере, после чего Вальтер предложил стать ей хореографом Зальцбургского фестиваля (1933—1938). Она поставила ряд оперных спектаклей («Орфей и Эвридика», Глюка, «Оберон», Вебера, и др.).
В 1933 году она переехала в Вену, а в 1934 году стала балетмейстером в Венской государственной оперы и руководителем ее балетной школы. В 1938 году, после аншлюса Австрии в нацистскую Германию, из-за её «неарийского» происхождения, она нашла работу в качестве балетмейстера в Театре Колон в Буэнос-Айресе и стал ведущей фигурой танца в Аргентине. Она поставила балет «Панамби» А. Хинастеры. В то время как её бывший муж, Хьюго Бургхаузер, бежал через Венгрию, Югославию и Италию в Канаду и, наконец, в Соединенные Штаты.
В 1949 году она вернулась в Европу и стала балетмейстером миланского театра «Ла Скала», где поставила балеты «Кувшин», Альфредо Казеллы, «Легенда об Иосифе», Рихарда Штрауса (1951). Один из новых балетов, который она создала, был Vita dell’uomo («Жизнь человека») Альберто Савинио (1958). С 1952 года она посвятила себя постановкам опер. Была режиссером премьерных спектаклей Давид, Дариюса Майо, Турандот в 1958 году с Биргит Нильссон. Кроме того, в Ла Скала она поставила «Медею» (дирижер Леонард Бернштейн, 1953), «Альцест» (дирижер Карло Мария Джулини, 1954), «Норма» и «Un ballo in maschera» (1957).
В 1950-х годах Вальман тесно сотрудничала с Франсисом Пуленк над процессом разработки структуры оперы «Диалог кармелиток». Она продолжала сотрудничество с ним и в других театрах. Её муж в то время был главой «Издательского дома Рикорди».
В 1957 году Вальман вернулась в Венскую государственную оперу и поставила «Тоску» (дирижер Герберт фон Караян, в главной роли Рената Тебальди). В последующие годы появились новые постановки «Диалогов кармелиток», дирижер Генрих Холлрайзер, в главных ролях — Ирмгард Зеефрид, Иво Жидек, Элизабет Хёнген, Хильда Задек, Кристель Гольц, Розетта Андей, Аннелиза Ротенбергер, затем «Убийство в соборе» в 1960, дирижер Герберт фон Караян, в главных ролях — Ханс Хоттер, Курт Эквилуз, Антон Дермота, Герхард Штольце, Пауль Шеффлер, Вальтер Берри, Хильда Задек, Криста Людвиг. Так же она поставила оперу «Силу судьбы» в 1960, дирижер Дмитрис Митропулос, в главных ролях — Антониетта Стелла, Джузеппе Ди Стефано, Этторе Бастианини, Джульетта Симионато. В 1961 году она поставила Турандот, дирижер Франческо Молинари-Праделли, в главных ролях — Биргит Нильссон, Джузеппе Ди Стефано, Леонтина Прайс, а в 1962 году Дон Карлос, дирижер Оливьеро де Фабрициис, в главных ролях -Флавиано Лабо, Борис Кристофф, Ганс Хоттер, Сена Юринак, Эберхард Вехтер, Джульетта Симионато.
В 1958 году 19 и 20 апреля была режиссером оперы Диалоги кармелиток в Национальном театре Сан-Карлос в Лиссабоне, с Николеттой Панни, Джанной Педерзини, Норой Роуз, Люсианой Серафини, Эльдой Рибатти, Лаурой Занини, Марией Кристиной де Кастро.
Для Немецкой оперы в Берлине она поставила «Турандот» (1965) и «Силу судьбы» (1970). Одним из ее последних спектаклей был «Розенкавалье» для оперы «Монте-Карло» (1987). 19 ноября 1990 она поставила последний спектакль в честь «Дня взятия Бастилии» — «Il campanello dello speziale», Доницетти, для оперы «Монте-Карло».
Она умерла в Монте-Карло.

## Видеография
- Ballet stager: Anna Karenina. Directed by Clarence Brown, with Greta Garbo, Fredric March, Basil Rathbone. 1935. IMDB
- Choreographer: Regina della Scala. Directed by Camillo Mastrocinque. 1937. IMDB
- Choreographer: La donna piu bella del mondo. Directed by Robert Z. Leonard, with Gina Lollobrigida, Vittorio Gassman, Robert Alda, Anne Vernon. 1955. IMDB
- Choreographer: Aida Directed by Clemente Fracassi, with Sophia Loren/ Renata Tebaldi, 1953. IMDB
- Director: Turandot with Birgit Nilsson, Conductor Georges Prêtre, 1967 (Legato Classics). operone.de